# Idrissa Adam
Idrissa Adam, född 28 december 1984, är en friidrottare från Kamerun. Han deltog vid olympiska sommarspelen 2012.